# Carmen Hart
Carmen Hart (Lumberton, Észak-Karolina, 1984. március 12. –) amerikai pornószínésznő.

## Élete és pályafutása
Keresztény családból származik, de bevallása szerint a családja nem volt szigorúan vallásos. Carment saját bevallása szerint a Sztriptíz című film inspirált a táncra. 2004.ben szépségversenyt nyert Carmen. Egy éjjel  Fayetteville-be hajtott és megállt az első sztriptíz klubnál, amelyet meglátott.   Egy ideig ott dolgozott, majd úgy döntött, visszatér az átlagos életébe, de pénzügyi problémái miatt hamarosan újra erotikus tánccal kezdett foglalkozni. Számos sztriptíz bárban dolgozott az évek során. 2005-ben szerződést írt alá a Wicked Pictures-szel két évre. Karrierje alatt Hart Carmen soha nem játszott anális jelenetben.  Carmen varrónő, saját kosztümöket varr szabadidejében, énekesi múlttal is rendelkezik. Saját bevallása szerint nem részesíti előnyben sem a férfiakat, sem a nőket, biszexuális beállítottságú.

## Válogatott filmográfia
| - 2008 Girls Can't Think Straight #2 - 2008 One-Eyed Monster - 2008 Love for the First Time - 2008 Carmen Goes South - 2008 Fired - 2008 Totally Busted 4 - 2007 Canoga Park - 2007 Pleasure Principle - 2007 World's Biggest Sex Show 4 - 2007 Just Between Us - 2007 Most Valuable Pornstar Kirsten (video) - 2007 For Love, Money or a Green Card (video) | - 2007 Mobster's Ball - 2007 Next - 2007 Compulsion - 2007 Girl in 6C - 2006 Around the World in Seven Days - 2006 Naked Illusions - 2005-2006 Totally BustedFuck - 2006 Manhunters - 2006 1000 Words - 2006 Made in the USA - 2006 Becoming Carmen Hart - 2006 Gossip |

## Díjai
- 2007 AVN-díj győztes – Best Group Sex Scene (Film) – Fuck[4]
- 2007 Exotic Performer of the Year[5]
- 2007 Adultcon Top 20 Felnőtt színész[6]
- 2007 AVN-díj jelölés – Legjobb női mellékszereplő, Film – Manhunters[7]
- 2008 XBIZ-díj jelölés – Az év legjobb női előadója[8]
- 2008 AVN-díj jelölés– Legjobb színésznő, Videó – Just Between Us[9]
- 2009 AVN-díj jelölés – Legjobb színésznő – Fired[10]